# Schule der Geläufigkeit

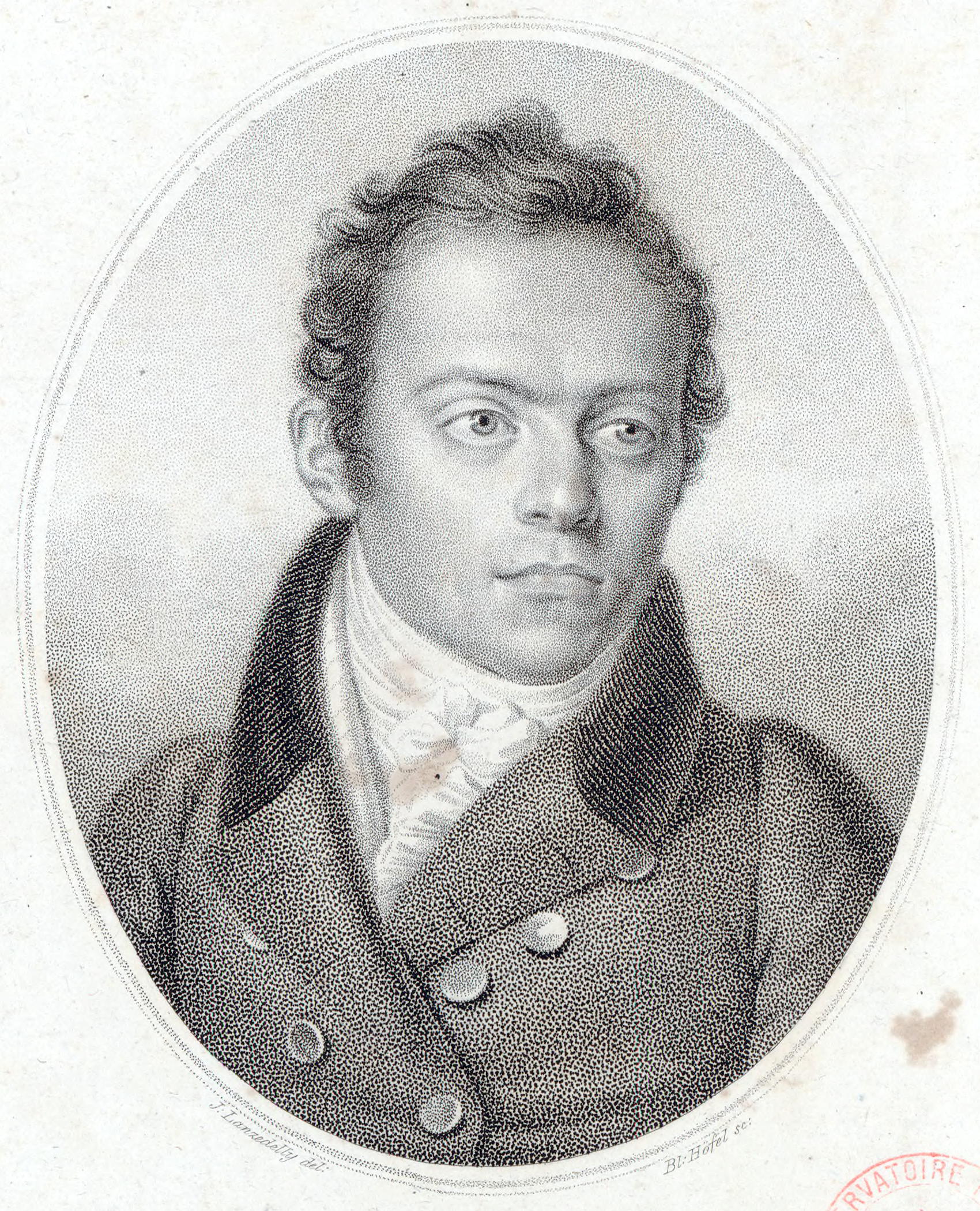
Schüler Beethovens, Lehrer Liszts, überaus produktiver Verfasser (nicht nur) von Klavieretüden: Carl Czerny

Die Schule der Geläufigkeit des Komponisten und Klavierpädagogen Carl Czerny (1791–1857) gehört im deutschen Sprachraum zu den namentlich bekanntesten Etüdensammlungen.

## Czernys Opus 299
Achtzig Opusnummern aus Carl Czernys umfangreicher Werkliste bezeichnen Studienwerke für Klavier. Sehr selten sind dies einzelne Etüden, fast immer sind es Sammlungen von zahlreichen, nämlich jeweils bis zu 160 Vertreterinnen dieser Gattung. Manche Kompositionen wirken ausgesprochen trocken, andere aber sind stimmungsvoll und glänzend. Der bleibende Wert der czernyschen Etüden, vor allem hinsichtlich der Ausbildung virtuosen Fingerspiels, ist weithin unbestritten.
Die Schule der Geläufigkeit, komponiert und erschienen in den 1830er Jahren, trägt die Opuszahl 299. Die in vier Hefte à zehn Etüden gegliederte Sammlung ist musikalisch-spieltechnisch eher formelhaft; der Schwierigkeitsgrad steigert sich von der unteren Mittelstufe bis hinein in die Oberstufe. Achtzehn Etüden widmen sich vor allem der Ausbildung der rechten Hand, weitere achtzehn beschäftigen mehr oder weniger gleichmäßig beide Hände, vier widmen sich vor allem der Ausbildung der linken Hand (Nr. 7, 10, 18 und 34).
Seit ihrem ersten Erscheinen ist die Schule der Geläufigkeit von zahlreichen Verlagen herausgegeben worden. Eine wissenschaftlich-kritische Edition liegt bislang nicht vor.

## Werke mit gleichem oder ähnlichem Namen
Wesentlich später veröffentlichte Carl Czerny auch eine Vorschule der Geläufigkeit Op. 636. Cornelius Gurlitt (1820–1901) komponierte eine Schule der Geläufigkeit Op. 141, Louis Köhler (1820–1886) eine Kleine Schule der Geläufigkeit Op. 242 und Hermann Berens (1826–1880) eine Neueste Schule der Geläufigkeit Op. 61, alle für Klavier. Paul von Jankó (1856–1919) bearbeitete Czernys Schule der Geläufigkeit für die Jankó-Klaviatur. 
Auch zahlreiche andere Instrumente wurden bedacht. Wilhelm Volckmar (1812–1887) komponierte eine Geläufigkeits-Schule Op. 270 für Orgel. Wilhelm Popps (1828–1902) Schule der Geläufigkeit für Flöte trägt die Opuszahl 411, Ernesto Köhlers (1849–1907) gleichnamiges Werk für dasselbe Instrument die Opuszahl 77. Die Wiener Musiker Josef Haustein (1849–1926) und Anton Martin Sacher (1852–1919) schrieben je eine Schule der Geläufigkeit für Zither, Carl Kittel, ebenfalls ein Wiener Musiker des 19. Jahrhunderts, verfasste eine Neue Schule der Geläufigkeit für dasselbe Instrument. Hans Sitt (1850–1922) komponierte eine Schule der Geläufigkeit Opus 135 für Violine. An Bandoneon- respektive Akkordeonspieler wandten sich die Schulen der Geläufigkeit von Walter Pörschmann (1903–1959) und Karl Kühn.
Der Regisseur Peter Lilienthal (1927–2023) drehte 1963 einen Fernsehfilm mit dem Titel Schule der Geläufigkeit. Der Schriftsteller Gert Jonke (1946–2009) veröffentlichte 1977 eine gleichnamige Erzählung. Ein Gedichtzyklus von Ernst Jandl trägt den Titel Vorschule der Geläufigkeit (1978).